# Zegar (strongman)

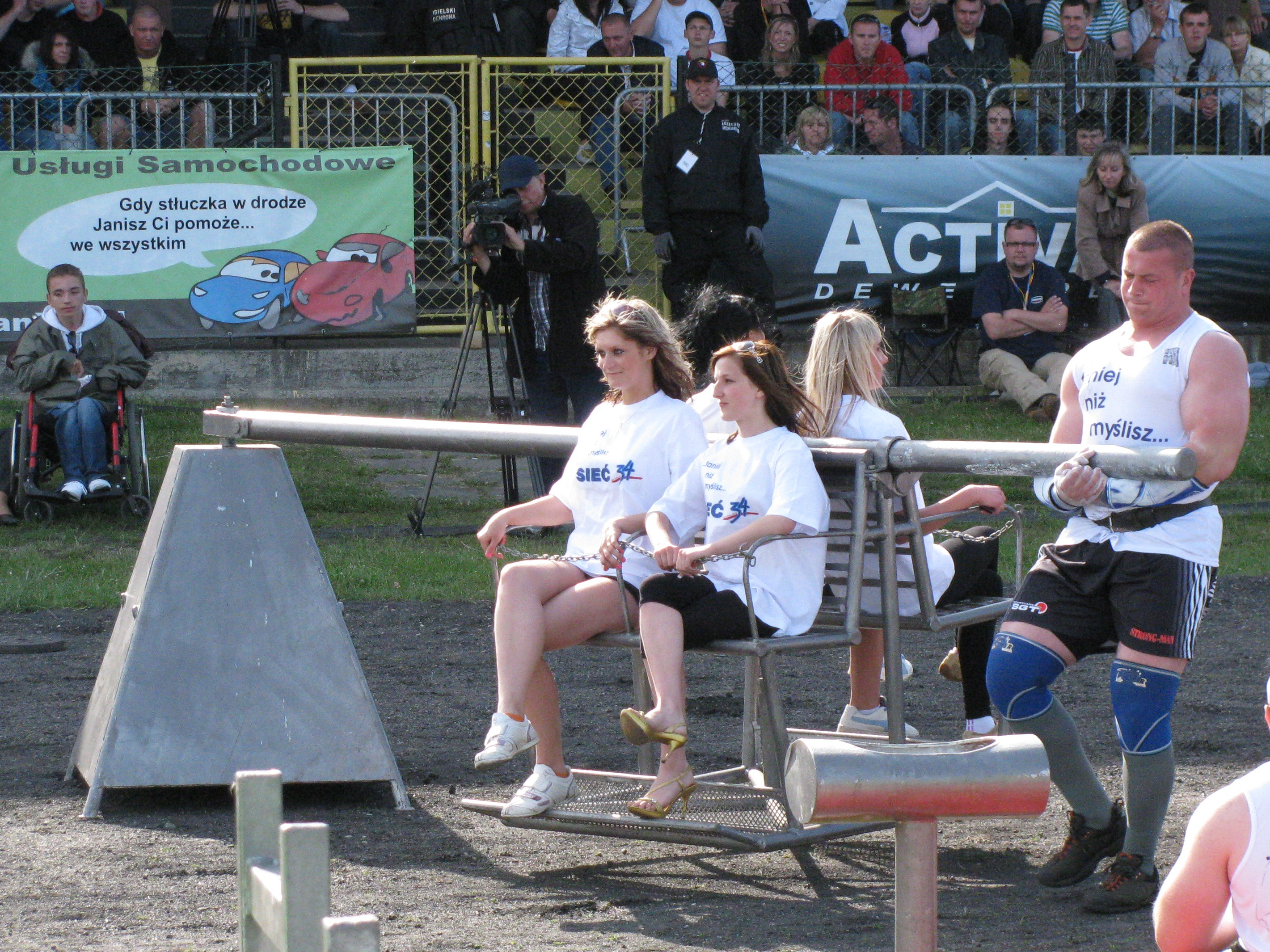
Zegar obciążony kobietami.

Zegar (ang. Conan's Wheel) – konkurencja zawodów siłaczy.
Zadaniem zawodnika jest podniesienie na przedramionach ciężaru z podłoża i pokonaniu z nim jak najdłuższego dystansu.

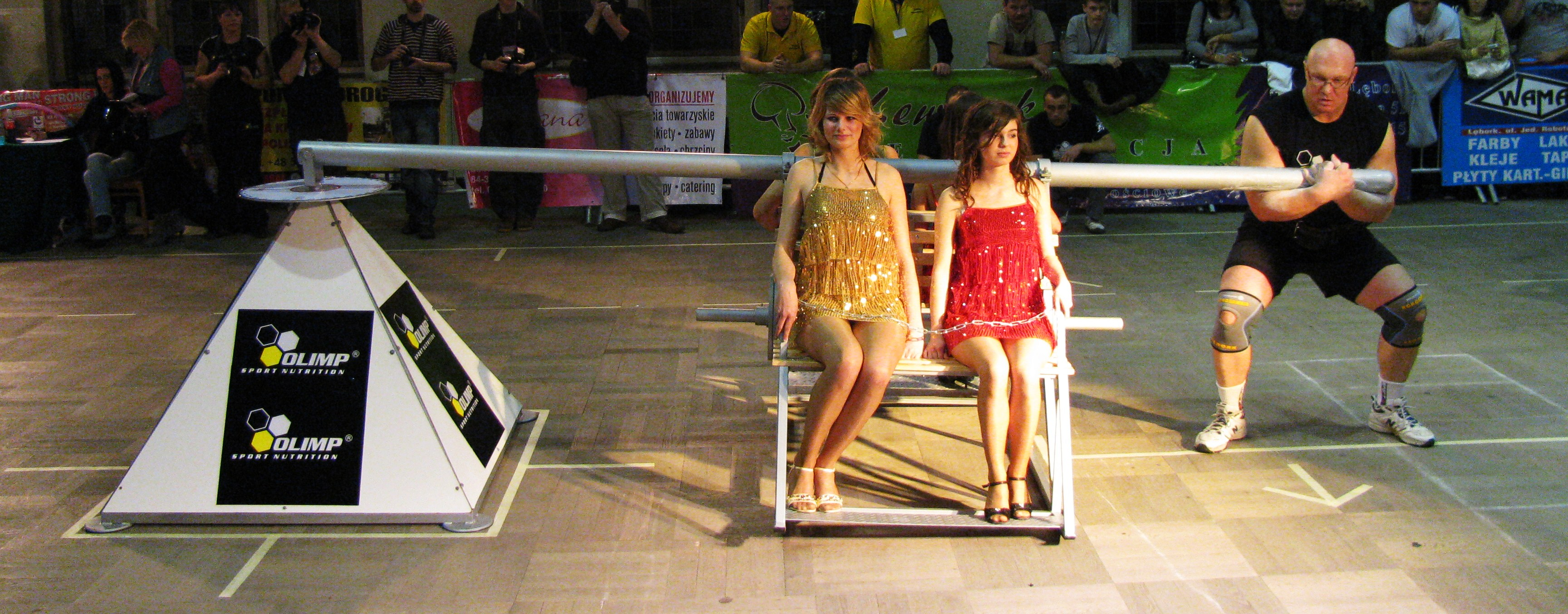
Zegar obciążony kobietami.

Ciężar ma formę stalowej rury, zamocowanej jednym końcem przegubem do podestu opartego o podłoże. Zawodnik wykonuje marsz po okręgu, przenosząc jakby wskazówkę ogromnego zegara. W celu otrzymania odpowiedniego ciężaru, rura jest dodatkowo obciążona, najczęściej koszem wypełnionym metalem lub głazami. Dla zwiększenia widowiskowości konkurencji rurę obciąża się krzesełkami, na których siadają kobiety.
Konkurencja rozgrywana jest bez limitu czasu. Opuszczenie ciężaru na podłoże kończy konkurencję. Przebytą odległość mierzy się w stopniach lub w metrach. Masa, którą unosi zawodnik, wynosi zazwyczaj od 300 kg do 350 kg.